# Morti nel 1593
| Questa pagina contiene informazioni ricavate automaticamente dalle voci biografiche con l'ausilio del template Bio e di un bot. L'aggiornamento è periodico e automatico e ricostruisce completamente la pagina. Se manca una persona in questa lista, sei pregato di non aggiungerla, ma accertati piuttosto che la sua voce biografica contenga il template Bio e che i dati anagrafici siano correttamente compilati. Se il template Bio manca, inseriscilo tu stesso o, in alternativa, metti l'avviso {{tmp\|Bio}} che ne segnala la mancanza. Se i dati riportati sono sbagliati, correggi direttamente la voce biografica; le modifiche saranno visibili in questa lista entro pochi giorni. Per chiarimenti vedi il progetto biografie. La lista contiene solo le 71 persone che sono citate nell'enciclopedia e per le quali è stato implementato correttamente il template Bio. Pagina aggiornata al 18 mar 2025. |

## Gennaio(3)
- 1º gennaio - Andreas Laurentii Björnram, religioso svedese (n. 1520)
- 3 gennaio - Rodolfo Gonzaga, nobile italiano (n. 1569)
- 11 gennaio - Scipione Gonzaga, cardinale e patriarca cattolico italiano (n. 1542)

## Febbraio(3)
- 2 febbraio - Claudia Rangoni, nobildonna italiana (n. 1537)
- 6 febbraio - Jacques Amyot, vescovo cattolico e scrittore francese (n. 1513)
- 6 febbraio - Ōgimachi, imperatore giapponese (n. 1517)

## Marzo(5)
- 4 marzo - Johann Fleischer, teologo tedesco (n. 1539)
- 8 marzo - Troilo III de' Rossi, condottiero italiano (n. 1574)
- 15 marzo - Altobello Persio, scultore italiano (n. 1507)
- 23 marzo - Alessandro Andreasi, vescovo cattolico italiano (n. 1539)
- 26 marzo - Appio Conti, generale italiano (n. 1558)

## Aprile(1)
- 19 aprile - Orazio Ariosto, letterato italiano (n. 1555)

## Maggio(3)
- 2 maggio - Edward Seymour di Berry Pomeroy, nobile inglese (n. 1528)
- 26 maggio - Isidoro Caja de la Jara, vescovo cattolico spagnolo
- 30 maggio - Christopher Marlowe, drammaturgo, poeta e traduttore britannico (n. 1564)

## Giugno(2)
- 22 giugno - Hasan Predojević, militare bosniaco
- 25 giugno - Michele Mercati, medico e botanico italiano (n. 1541)

## Luglio(2)
- 11 luglio - Giuseppe Arcimboldo, pittore italiano (n. 1527)
- 13 luglio - Gabriel de Zayas, politico spagnolo (n. 1526)

## Agosto(6)
- 6 agosto - Aurelio Luini, pittore italiano (n. 1530)
- 8 agosto - Matsukura Shigenobu, militare giapponese (n. 1538)
- 18 agosto - Ludovico III di Württemberg, duca tedesco (n. 1554)
- 19 agosto - Argisto Giuffredi, poeta italiano (n. 1535)
- 19 agosto - Antonio Veneziano, poeta italiano (n. 1543)
- 20 agosto - Filippo Spinola, cardinale e vescovo cattolico italiano (n. 1535)

## Settembre(5)
- 2 settembre - Maximilian von Pernstein, nobile e religioso ceco (n. 1575)
- 4 settembre - Francesco Caruso, vescovo cattolico e poeta italiano
- 11 settembre - Ferdinando II Carafa, nobile italiano
- 24 settembre - Katō Mitsuyasu, militare giapponese (n. 1537)
- 25 settembre - Henry Stanley, IV conte di Derby, nobile inglese (n. 1531)

## Ottobre(5)
- 3 ottobre - Giovanni Grimani, patriarca cattolico italiano (n. 1506)
- 5 ottobre - Isabella Gonzaga, nobildonna italiana (n. 1574)
- 9 ottobre - Johannes Borcholten, giurista tedesco (n. 1535)
- 11 ottobre - Francesco d'Afflitto, vescovo cattolico italiano
- 30 ottobre - Cesare Lanza, conte di Mussomeli, nobile e politico italiano

## Novembre(4)
- 11 novembre - Alberto di Nassau-Weilburg, nobile tedesco (n. 1537)
- 13 novembre - Federico Badoer, letterato, ambasciatore e politico italiano (n. 1519)
- 20 novembre - Hans Bol, pittore e artista fiammingo (n. 1534)
- 30 novembre - Niccolò Granello, pittore italiano (n. 1553)

## Dicembre(3)
- 2 dicembre - Alfonso Felice d'Avalos, nobile e militare italiano (n. 1564)
- 6 dicembre - Stefano Guazzo, scrittore e diplomatico italiano (n. 1530)
- 21 dicembre - Giovanni Vincenzo Casali, scultore, architetto e ingegnere italiano (n. 1539)

## Senza giorno specificato(29)
- Pomponio Allegri, pittore italiano (n. 1522)
- Moshe Alshich, rabbino e mistico ottomano (n. 1508)
- Francesco Beccio, giurista, politico e diplomatico italiano (n. 1519)
- Agapito Bellomo, vescovo cattolico italiano
- Lorenzo Bernal del Mercado, militare spagnolo (n. 1530)
- Giuseppe Cacchi, editore e tipografo italiano
- Antonio Calcagni, scultore italiano (n. 1536)
- Chŏng Ch'ŏl, politico e poeta coreano (n. 1536)
- Romolo Cincinnato, pittore italiano (n. 1502)
- Erasmo di Valvasone, poeta e traduttore italiano (n. 1523)
- Hoshina Masatoshi, militare giapponese (n. 1509)
- Jane Howard, nobile britannica
- Khawaja Abd al-Samad, pittore persiano
- Li Shizhen, scienziato e farmacologo cinese (n. 1518)
- Liang Chenyu, drammaturgo cinese (n. 1519)
- Antonio Ongaro, scrittore italiano
- Rajasimha I di Sitawaka, sovrano singalese (n. 1544)
- Prospero Rebiba, patriarca cattolico italiano
- Cecilia Brusasorzi, pittrice italiana (n. 1549)
- Mariano Riccio, pittore italiano (n. 1510)
- Girolamo Righetto, vescovo cattolico, diplomatico e cartografo italiano
- Augustine Ryther, artigiano e incisore inglese
- Marco Sciarra, brigante italiano
- Shimazu Hisayasu, militare giapponese (n. 1573)
- Giulio Sirenio, filosofo, teologo e religioso italiano (n. 1553)
- Gaspare Venturini, pittore italiano
- Xu Wei, pittore cinese (n. 1521)
- Wolfgang Zelger, politico e condottiero svizzero
- Luigi Zorzi, politico italiano